# مقدونيا (منطقة)
مقدونيا (/ˌmæsɪˈdoʊniə/ ) هي منطقة جغرافية ومنطقة تاريخية في البلقان وتقع في الجنوب الشرقي من أوروبا. حدودها تغيرت بشكل ملحوظ خلال الوقت، ولكن في أواسط القرن التاسع عشر، تم تعريف المنطقة الجغرافية. الآن تضم المنطقة ست دول في البلقان: اليونان، جمهورية مقدونيا، بلغاريا، صربيا وكوسوفوغ وتخطي تقريباً 67.000 كيلومتر مربع (25.869 ميل مربع) ولديها تعداد سكاني يقارب 4.76 مليون نسمة.
أقدم مستعمرة معروفة وجدت في 7.000 ق.م. من منتصف القرن الرابع قبل الميلاد، أصبحت مقدونيا القديمة القوة المسيطرة علي شبه جزيرة البلقان، من هذا الوقت أصبح لمقدونيا تاريخ مختلف.